# Hôtel Savoy
Ne pas confondre avec le Savoy Hotel à Berlin.
Pour les articles homonymes, voir Savoy.
L'hôtel Savoy est un palace cinq étoiles situé à Londres, au Royaume-Uni.

## Situation et accès
L’hôtel est situé sur le Strand, une des artères principales de la capitale britannique. La station de métro la plus proche est Charing Cross, où circulent les trains des lignes  Bakerloo  Northern.
Savoy Pier est situé près de l'entrée de l'hôtel côté rivière, mais n'est pas rattaché à l'hôtel. Il constitue un arrêt du Thames Clippers (en) commuter service, reliant le Savoy à Londres, Canary Wharf et Greenwich, via un service de navettes fluviales.

## Origine du nom

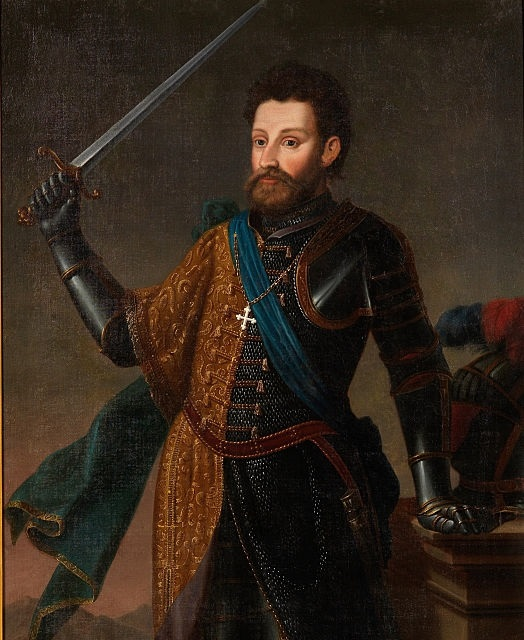
Pierre II de Savoie.

L’hôtel occupe l’emplacement d’un palais construit par le comte Pierre II de Savoie au XIIIe siècle : le palais de Savoie (Mannor of the Savoy). 
C’est dans ce palais qu’est logé le roi de France Jean II le Bon, fait prisonnier lors de la bataille de Poitiers en 1356. En 1381, le palais est incendié et détruit. 
La statue surplombant l’entrée de l’hôtel, érigée en 1929, représente Pierre II de Savoie.

## Historique

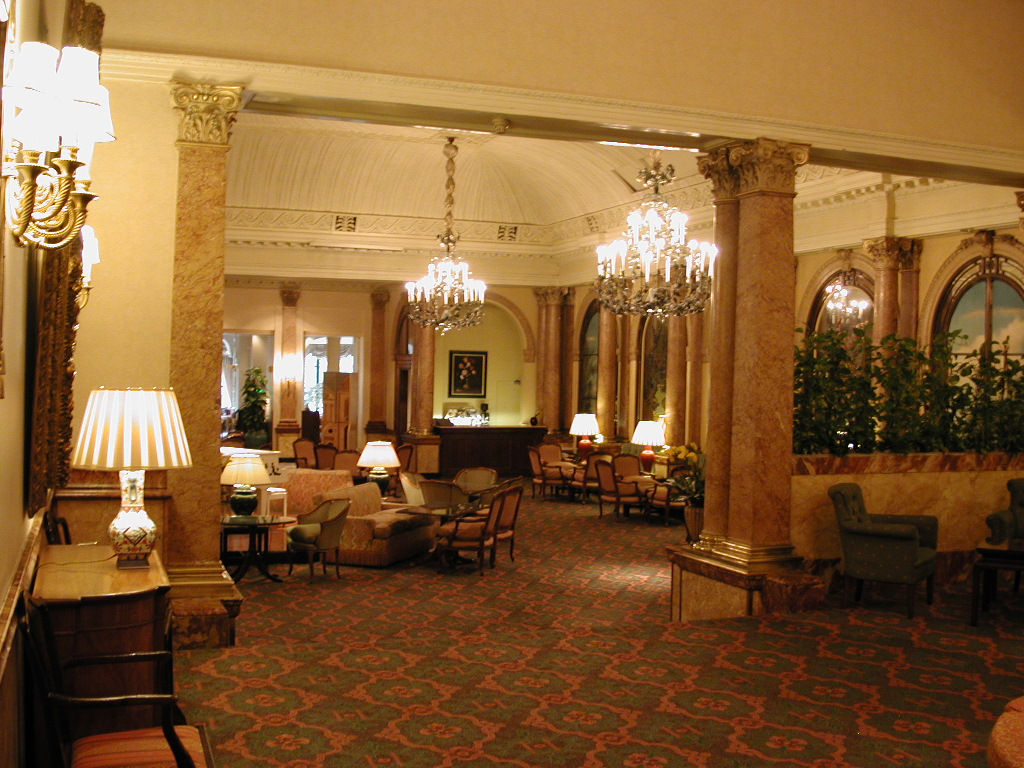
Une salle du Savoy.

Inauguré en 1889, il est construit par Richard D'Oyly Carte, le propriétaire du Savoy Theatre situé non loin de là. C'est aujourd'hui l'un des hôtels les plus prestigieux et des plus luxueux de Londres avec ses 230 chambres. Son nom vient du palais de Savoie qui occupait les lieux auparavant. Il est dirigé dans un premier temps par César Ritz qui devient par la suite le fondateur des hôtels Ritz. L'hôtel est dessiné par l'architecte Thomas Edward Collcutt qui conçut également le Wigmore Hall. La salle Lancaster est l'œuvre de l'architecte français René Sergent. Acheté à l'origine afin de bâtir un générateur électrique pour illuminer le théâtre voisin, le Savoy Theatre, l'hôtel est le premier bâtiment public au monde à être éclairé à l'électricité.

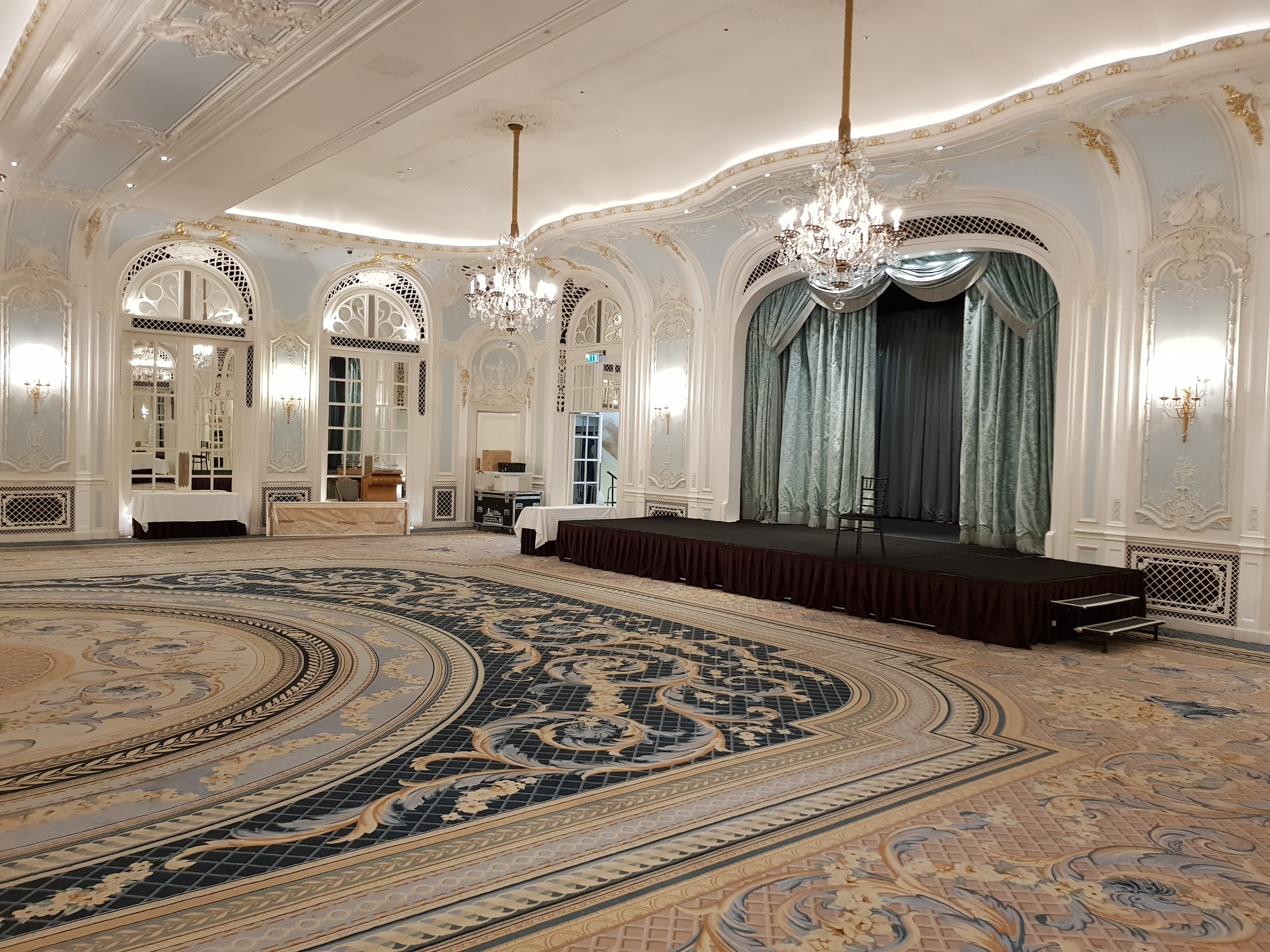
La salle Lancaster.

En février 1896, le peintre James Abbott McNeill Whistler qui vivait avec sa femme l'artiste Beatrice Whistler à Paris, rentre à Londres chercher un traitement médical pour soigner le cancer de Beatrice. Ils s'intallent à l'Hôtel Savoy, et les portraits d'elle par Whistler, « La Sieste » et « Au balcon », ont été dessinés alors qu'elle y était mourante.
Le Savoy a longtemps été connu pour ses chefs créatifs. Ses cuisines ont vu l'invention de la pêche Melba, créée en l'honneur de la cantatrice Nellie Melba par le célèbre chef français Auguste Escoffier. Le toast Melba est aussi attribué aux cuisines de l'hôtel. On dit que Nellie Melba commandant un toast, on lui servit plusieurs morceaux anormalement fins et croustillants, presque brûlés, créant ainsi un nouveau plat. Un autre chef français, François Latry (1889-1966), a été maître-chef pendant vingt-trois ans au Savoy Hotel, de 1919 à 1942.

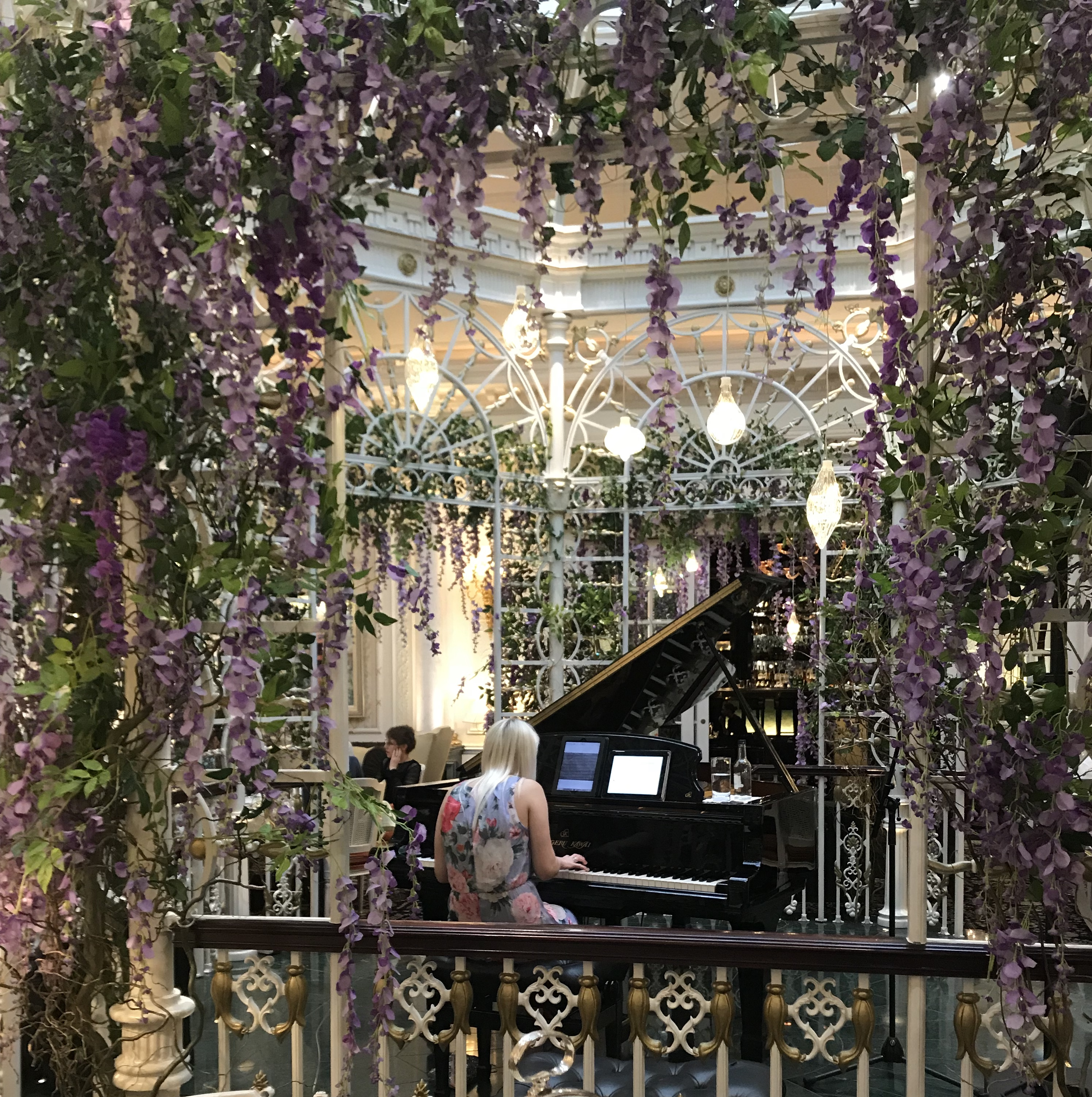
Piano de l’hôtel.

Une des curiosités de l'hôtel Savoy est que la rue qui y mène (Savoy Court) est la seule rue du Royaume-Uni où les véhicules doivent rouler à droite. On raconte que cela date de l'époque où les conducteurs de chariot amenaient leur clients à l'hôtel. Rouler à droite leur permettait d'éviter de descendre pour ouvrir la porte à leurs passagers.
Au début du XXe siècle, l'hôtel crée les premiers appartements avec service de Grande-Bretagne, avec accès à toutes les facilités de l'hôtel. De nombreuses personnalités s'y installent, comme Sarah Bernhardt et Sir Thomas Dewar, certaines d'entre elles y vivant même plusieurs décennies,.
Dans une des suites de l'hôtel, Marguerite Alibert assassine son époux, un aristocrate égyptien, dans la nuit du 10 juillet 1923. 

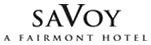
Ancien logo de l'hôtel Savoy.

En 2005, le Savoy est racheté au Maybourne Hotel Group (en) (connu sous le nom de The Savoy Group) par le groupe canadien Fairmont Hotels and Resorts.
En 2011, rénové par l’architecte d’intérieur français Pierre-Yves Rochon, l’hôtel rouvre ses portes après trois ans et 255 millions d’euros de travaux.
En 2016, le Qatar détient 50 % des parts de l’hôtel via la Katara Hospitality Company, filiale de Qatar Investment Authority,.

## Personnalités liées au Savoy
- Au début des années 1890, l’écrivain Oscar Wilde y vit des amours cachées avec le jeune Alfred Douglas[11].
- Les peintres Claude Monet et James Whistler ont tous deux logé à l'hôtel et ont peint des vues de la Tamise depuis leur chambre. Claude Monet y séjourna, de façon prolongée, en 1899, 1900 et 1901[12].
- Durant la Seconde Guerre mondiale, Winston Churchill et de Gaulle y ont leurs habitudes[11].
- Plusieurs chanteurs, tels Frank Sinatra, Bob Dylan, Amy Winehouse, se sont produits au Savoy[11].
- La chanteuse Françoise Hardy s’y est produite à plusieurs reprises à la fin des années 1960[13].

## Le Savoy au cinéma
- Le plan inaugural du documentaire Dont Look Back (1967), où Bob Dylan fait défiler des pancartes manuscrites où figurent les paroles de sa chanson Subterranean Homesick Blues, jouée de façon synchrone avec le texte, a été tourné derrière l'hôtel, dans une ruelle, en mai 1965, à l'occasion de la tournée britannique de Dylan (qui séjournait à l'hôtel). Ce plan-séquence, qui a été détourné ou parodié de nombreuses fois, est considéré comme l'un des premiers vidéoclips majeurs, et le premier exemple connu de lyric video.
- Une scène d’anthologie du film Coup de foudre à Notting Hill (1999), celle au cours de laquelle William Thacker (Hugh Grant) déclare enfin sa flamme à Anna Scott (Julia Roberts), se déroule dans la salle Lancaster, une des salles de réception de l’hôtel.

| - Le grand restaurant vers 1900, par Max Cowper. - Dîner du Nouvel An au Savoy en 1907. - Ada Coleman (1875-1966), chef barwoman à l'hôtel Savoy vers 1920. |